# Dorothea Pertz
Dorothea Frances Matilda „Dora“ Pertz (* 14. März 1859 in London; † 6. März 1939 in Cambridge) war eine britische Botanikerin. Sie publizierte zusammen mit dem Sohn Charles Darwins, Francis Darwin, als Co-Autorin fünf Bücher. Zudem war sie das erste weibliche Vollmitglied in der Geschichte der Linnean Society of London.

## Leben
Dora Pertz war die Tochter des deutschen Historikers Georg Heinrich Pertz und seiner zweiten Frau, Leonora Horner, Tochter des schottischen Geologen Leonard Horner, ein progressiver Intellektueller und strikter Verfechter des Darwinismus. Sie hatte das Glück, was zu dieser Zeit noch nicht selbstverständlich war, in einer Familie aufzuwachsen, in der auch auf die Bildung der weiblichen Familienmitglieder Wert gelegt wurde. Dort lernte sie auch Charles Darwin kennen, der wie viele andere prominente Wissenschaftler oft zu Gast bei ihren Eltern war.
Pertz verbrachte einen großen Teil ihrer Jugend in Berlin, wo ihr Vater als Bibliothekar an der Königlichen Bibliothek Berlin tätig war, reiste aber jedes Jahr nach England, um auch dort einige Zeit ihres noch jungen Lebens zu verbringen. 1876, nach dem Tod ihres Vaters, zog sie mit ihrer Mutter nach Florenz, kehrte 1882 nach England zurück und schrieb sich am Newnham College in Cambridge ein. Nach einem weiteren Jahr in Italien kehrte sie 1884 nach Cambridge zurück und bestand 1885 den ersten Part des dreiteilig konzipierten Natural Sciences Tripos im Fach Botanik. Nachdem sie auch die zweite Stufe bestanden hatte und ihr eigentlich der Grad eines Bachelors zugestanden hätte, wurde ihr das verweigert, da es zur damaligen Zeit Frauen nicht gestattet war akademische Titel zu führen. Erst 1932 wurde ihr dann der Grad eines MA verliehen.
Nach dem Abschluss ihres Studiums forschte sie gemeinsam mit Francis Darwin, dem Sohn Charles Darwins, zur Physiologie der Pflanzen. Darwin hielt zu dieser Zeit in der Position eines Readers Vorlesungen an der University of Cambridge. Während dieser Zeit der Zusammenarbeit von 1892 bis 1912 veröffentlichten sie fünf Bücher, basierend auf den Ergebnissen ihrer Forschungen zur Botanik. Zur selben Zeit veröffentlichte sie auch ein Werk, in dem sie zusammen mit William Bateson die Erfahrungen, die sie bei der Erforschung der Fortpflanzungsarten der Pflanzengattung Ehrenpreis (Veronica) gemacht hatten. Sie selbst veröffentlichte unabhängig von Co-Autoren zwei Bücher zu ihren eigenen Forschungen.
1905 bekam sie die Ehre als erste Frau überhaupt als Vollmitglied in die Linnean Society of London aufgenommen zu werden, obwohl sie selbst nie zu den Sympathisantinnen der damals fast militant zu nennenden Frauenbewegung angehörte.
Nachdem Darwin in den Ruhestand getreten ist, unterstützte sie Frederick Blackman bei der Forschung zum Meristem (Bildungsgewebe von Pflanzen) aber nachdem sie nach einem Jahr der Beobachtung zur Keimbildung zu keinem Ergebnis gekommen war, wandte sie sich enttäuscht anderen Aufgaben zu. Agnes Arber meinte dazu: She came to recognize that the plant physiology of the twentieth century was developing on lines widely divergent from those on which she had been educated and that it demanded a grasp of mathematics, physics, and chemistry, which she did not possess. (Sie erkannte, dass sich die Forschung auf dem Gebiet Pflanzenphysiologie des 20. Jahrhunderts ohne fundierte Kenntnisse auch in der Mathematik, Physik und Chemie, die sie nicht besaß, nicht mehr seriös betreiben ließ.)
Nach dem Ende der Zusammenarbeit mit Blackman indexierte (Register oder Stichwortverzeichnis) Pertz deutsche Zeitschriften zu Pflanzenphysiologie wie die Biochemische Zeitschrift und die Zeitschrift für Physiologische Chemie komplett bis 1935. Zur gleichen Zeit, von 1923 bis 1936, illustrierte sie auch die Beiträge ihrer Freundin Edith Rebecca Saunders zur Phytotomie (Pflanzenanatomie), in verschiedenen Druckerzeugnissen in Großbritannien, die beide, die Schriften wie die Zeichnungen, eine hohe Anerkennung fanden.
Pertz verfügte nie über eine Anstellung an der Newnham School oder der University of Cambridge. Während des Ersten Weltkriegs arbeitete sie an einer Rekonvaleszenzklinik in Cambridge als Physiotherapeutin für verwundete Soldaten.
Nach längerer Krankheit starb sie am 6. März 1939 in Cambridge. Ihr Leichnam wurde verbrannt und auf dem Brookwood Cemetery begraben.

## Veröffentlichungen von Dorothea Pertz
- On the disposal of the nutlets in certain labiates; Natural Science, London, 1884

Zusammen mit Francis Darwin:
- On the artificial production of rhythm in plants; Annals of Botany, 1892[3]
- On the artificial production of rhythm in plants, with a note on the position of maximum heliotropic stimulation; Annals of Botany, 1903[4]
- Notes on the statolith theory and geotropism. I. Experiments on the effects of centrifugal force. II. The behavior of tertiary roots Royal Society, 1904[5]
- The position of maximum geotropic stimulation; Annals of Botany, 1905[6]
- On a new method of estimating the aperture of stomata; Royal Society, 1912[7]

## Nachweise
1. ↑  Agnes Arber: Miss Dorothea F. M. Pertz. Nature, 8. April 1939, abgerufen am 30. März 2020 (englisch).
2. ↑  Natural Sciences Tripos. University of Cambridge, abgerufen am 30. März 2020.
3. ↑  On the Artificial Production of Rhythm in Plants
4. ↑  On the artificial Production of Rhythm in Plants. With a note on the position of maximum heliotropic stimulatlon: With four Figures in the Text
5. ↑  Notes on the statolith theory of geotropism. I. Experiments on the effects of centrifugal force. II. The behaviour of tertiary roots.
6. ↑  THE POSITION OF MAXIMUM GEOTROPIC STIMULATION
7. ↑  On a new method of estimating the aperture of stomata

| Personendaten    | Personendaten                                                                 |
| ---------------- | ----------------------------------------------------------------------------- |
| NAME             | Pertz, Dorothea                                                               |
| ALTERNATIVNAMEN  | Pertz, Dorothea Frances Matilda (vollständiger Name); Pertz, Dora (Spitzname) |
| KURZBESCHREIBUNG | britische Botanikerin                                                         |
| GEBURTSDATUM     | 14. März 1859                                                                 |
| GEBURTSORT       | London                                                                        |
| STERBEDATUM      | 6. März 1939                                                                  |
| STERBEORT        | Cambridge                                                                     |